# Camptocosa texana
Camptocosa texana là một loài nhện trong họ Lycosidae.
Loài này thuộc chi Camptocosa. Camptocosa texana được Charles Denton Dondale, Mauricio Jiménez & Nieto miêu tả năm 2005.